# (18284) Церетели
(18284) Церетели (лат. Tsereteli) — астероид, относящийся к группе астероидов пересекающих орбиту Марса. Он был открыт 10 августа 1970 года советскими астрономами в Крымской обсерватории и назван в честь советского скульптора Зураба Церетели.

Орбита астероида Церетели и его положение в Солнечной системе